# Kal-Koritnica
Kal-Koritnica (olasz nyelven: Cal - Coritenza) falu Szlovéniában, a Goriška statisztikai régióban Bovec község területén. A faluban található egy emlékmű, amely a második világháború során az egyik legvéresebb harc során elesett partizánoknak állít emléket. Ez 1943. április 26-án történt, amikor is az olasz csapatok bekerítették az ott összegyűlt partizánokat a Golobar alpesi legelő környékén és 42 katona életét vesztette a kereszttűzben. Holttesteiket először ott temették el, ahol ma az emlékmű áll, majd később átszállították földi maradványaikat Bovecbe, ahol a helyi temetőben egy tömegsírban helyezték őket végső nyugalomba.

## Fordítás
- Ez a szócikk részben vagy egészben  a   Kal–Koritnica című angol Wikipédia-szócikk ezen változatának fordításán alapul.  Az eredeti cikk szerkesztőit annak laptörténete sorolja fel. Ez a jelzés csupán a megfogalmazás eredetét és a szerzői jogokat jelzi, nem szolgál a cikkben szereplő információk forrásmegjelöléseként.